# 艾泽尔站
艾泽尔站（法語：Yser），副站名“图恩和塔克西斯”（法語：Tour et Taxis），是布鲁塞尔地铁2号线和6号线的车站，位于比利时布鲁塞尔首都大区布鲁塞尔。

## 名称
该站得名于附近的艾泽尔广场，该广场名称则是为了纪念一战的艾泽尔河战役。副站名“图恩和塔克西斯”则是得名于以圖恩和塔克西斯家族命名的前工业区图恩和塔克西斯。